# К'яров
К'яров (словац. Kiarov) — село, громада округу Вельки Кртіш, Банськобистрицький край, центральна Словаччина, регіон Новоград. Кадастрова площа громади — 9 км².
Населення 290 осіб (станом на 31 грудня 2017 року).

## Історія
К'яров вперше згадується в 1271 році.

## Населення
| Рік:            | 1994. | 2004.   | 2014.   | 2024.    |
| --------------- | ----- | ------- | ------- | -------- |
| Кількість осіб: | 350   | 320     | 317     | 255      |
| Різниця:        |       | -8,57 % | -0,93 % | -19,55 % |

| Рік:            | 2023. | 2024.   |
| --------------- | ----- | ------- |
| Кількість осіб: | 257   | 255     |
| Різниця:        |       | -0,77 % |